# Raimunda Brito
Raimunda Luzia de Brito (Aquidauana, 27 de janeiro de 1939) é uma assistente social, advogada e ativista brasileira.

## Biografia

### Formação acadêmica
Nascida no distrito de Piraputanga em Aquidauana, no interior do estado do Mato Grosso do Sul, Raimunda mudou-se para Goiânia, no estado de Goiás para dedicar-se aos estudos. Formou-se no curso de serviço social na Pontifícia Universidade Católica de Goiás (PUC Goiás), no ano de 1964. Posteriormente, formou-se em direito na Universidade Federal de Uberlândia (UFU) em 1976.
Posteriormente, realizou seu mestrado na Universidade Estadual Paulista (Unesp), no campus de Franca, com a dissertação A comunidade de São Benedito e a questão racial, no ano de 2001.

### Carreira
Trabalhou durante vinte e nove anos como professora universitária da Universidade Católica Dom Bosco (UCDB).
Militante na luta pela defesa dos direitos humanos, especialmente da população negra e das mulheres, fundou o Coletivo de Mulheres Negras do Mato Grosso do Sul, que depois passou a se chamar Coletivo de Mulheres Negras Raimunda Luzia de Brito. Atuou no âmbito público como coordenadora de Políticas para Promoção da Igualdade Racial (CPPIR-MS) entre os anos de 2007 e 2015, além de exercer outros cargos de defesa de minorias no governo estadual.
Filiada ao Partido do Movimento Democrático Brasileiro (PMDB), nas eleições estaduais de 2010 no Mato Grosso do Sul em 2010, foi candidata à deputada federal, recebendo 3.096 votos e se elegeu suplente.
Em reconhecimento de sua trajetória, no ano de 2017, foi agraciada com o Diploma Bertha Lutz em cerimônia realizada no Senado Federal do Brasil. Em cerimônia presidida pela então senadora do estado do Mato Grosso do Sul, Simone Tebet (MDB), teceu elogios a Raimunda no discurso de entrega da honraria.